# Prøvestenscentret
Prøvestenscentret er et butikscenter med forretninger, beliggende i det sydlige Helsingør, som blev indviet 29. maj 1979.
Centret er med sine ca. 32.000 m² et af de største i Nordsjælland. Det er senest udvidet i 2008 og rummer bl.a. Kvickly (tidligere Kvickly xtra og endnu tidligere OBS!), JYSK og Harald Nyborg.
56°1′13.76″N 12°34′19.88″Ø / 56.0204889°N 12.5721889°Ø